# Storia degli ebrei in Alsazia

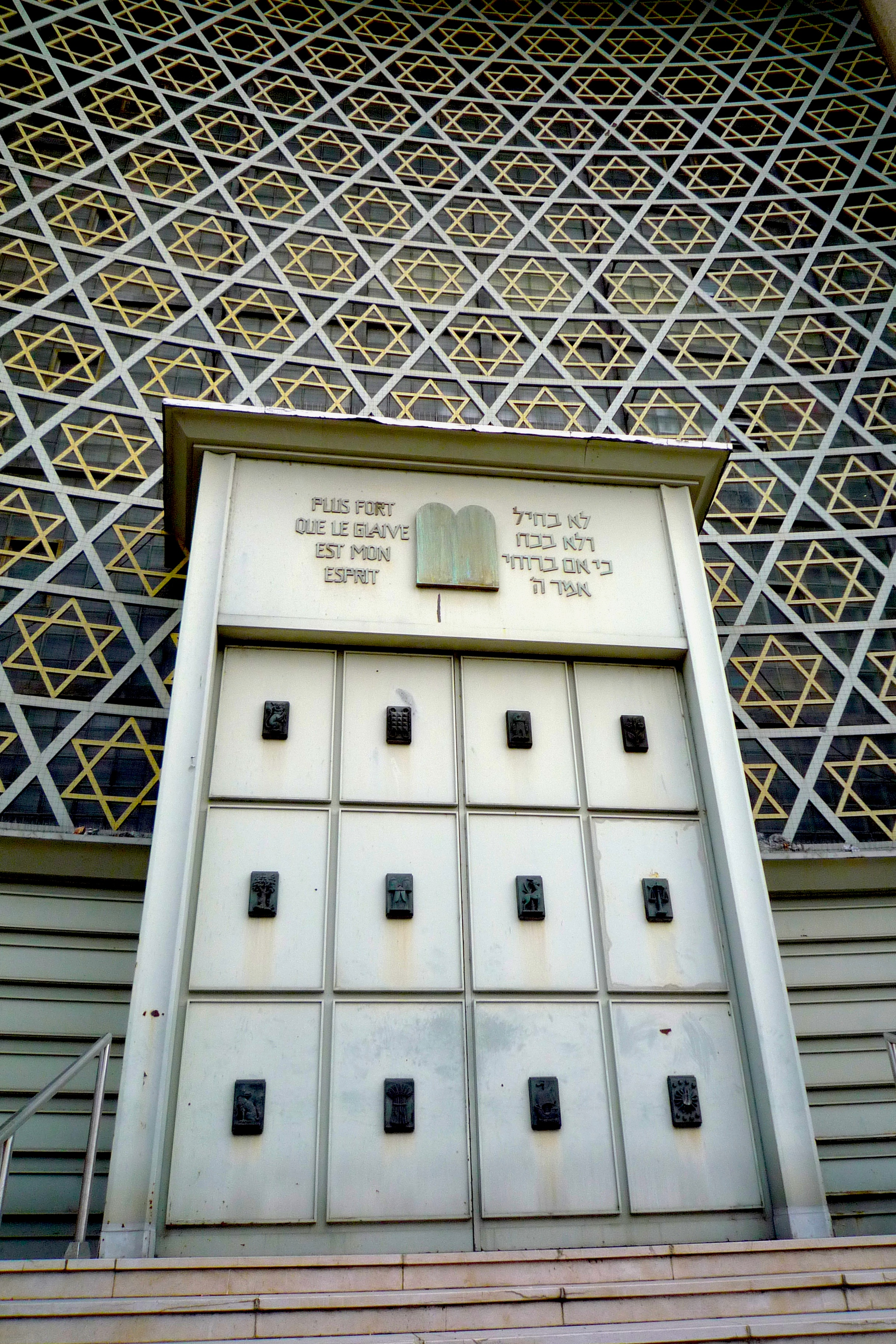
Portale della "Grande synagogue de la Paix" a Strasburgo.

La presenza degli ebrei nella storia dell'Alsazia è attestata sin dall'anno 1000. Posti al di fuori del regno di Francia non ebbero a soffrire delle espulsione decise dai vari sovrani, ma furono altresì perseguitati durante la "peste nera" (1347-1349) con l'accusa di avvelenamento dei pozzi e cacciati dai principali centri urbani. L'ebraismo alsaziano ha successivamente assunto in carattere rurale del tutto originale nell'Europa occidentale.
Ai giorni nostri si conservano varie sinagoghe sparse sul territorio, anche se oramai spesso del tutto disabitate, in quanto gli ebrei nel corso del XIX secolo ritornarono nelle maggiori città. L'Alsazia costituisce una regione storicamente importante per l'intera storia degli ebrei in Francia e rimase pesantemente colpita dalla Shoah. Attualmente la comunità ancora presente viene largamente sorpassata in numero dagli ebrei maghrebini giunti tra gli anni cinquanta e sessanta a seguito dell'esodo ebraico dai paesi arabi.

## Origini

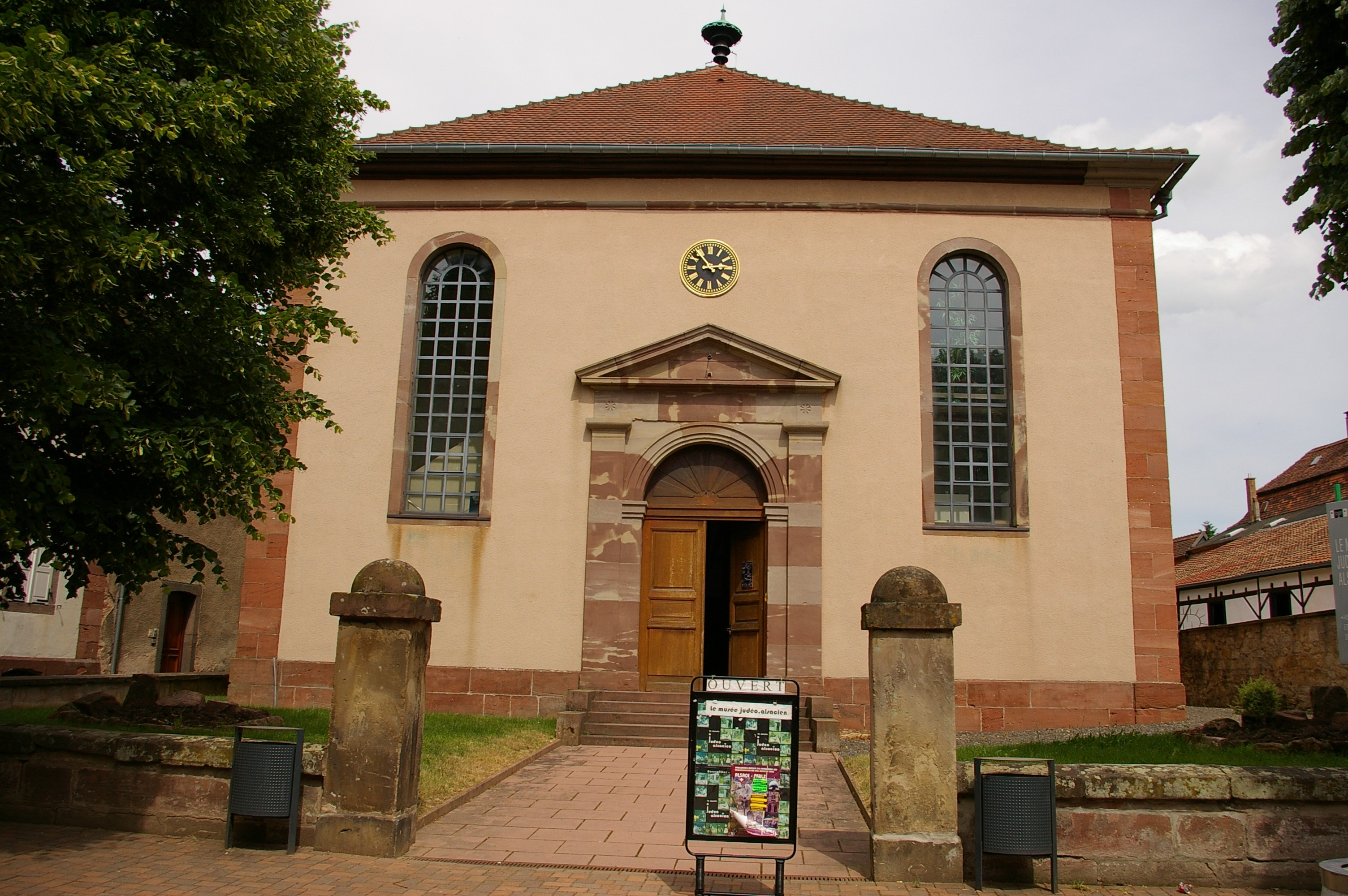
Sinagoga di Bouxwiller adibita a Musée judéo-alsacien de Bouxwiller.

La prima comunità ebraica alsaziana si costituì attorno all'anno 1000. Una pietra votiva che evoca un dono da consegnare alla sinagoga risale all'incirca a questo periodo; è stata rinvenuta nei pressi della "Rue des Jeifs" di Strasburgo all'inizio del XX secolo. Risparmiate dalle orde dei crociati che si misero a massacrare gli ebrei nel 1096 dopo l'indizione della Prima crociata le comunità di Worms, Magonza e Spira costituirono comunità poste sotto la diretta protezione dell'imperatore, dei vescovi locali o delle municipalità.
Nel corso del XII secolo Beniamino di Tudela riferì d'innumerosi studiosi ebrei presenti a Strasburgo, citando diversi "israeliti saggi e ricchi".
A partire dalla Seconda crociata (1147) i documenti storici menzionano gli ebrei alsaziani. Il XIII secolo è stato caratterizzato da numerosi atti di discriminazione i quali condussero a volte a vere e proprie aggressioni fisiche, da Wissembourg fino a Rouffach. La Chiesa mantenne sempre uno spiccato antigiudaismo e non mancò mai di dare un'immagine estremamente negativa degli ebrei, come ben dimostra la famosa statua presente all'esterno della cattedrale di Strasburgo che rappresenta la "Sinagoga" bendata (cieca di fronte al messaggio di Cristo) e con in mano una lancia spezzata (priva del tutto di validità morale e forza fisica).
Statue del tutto simili e risalenti allo stesso periodo esistono sia in Francia che in Germania.

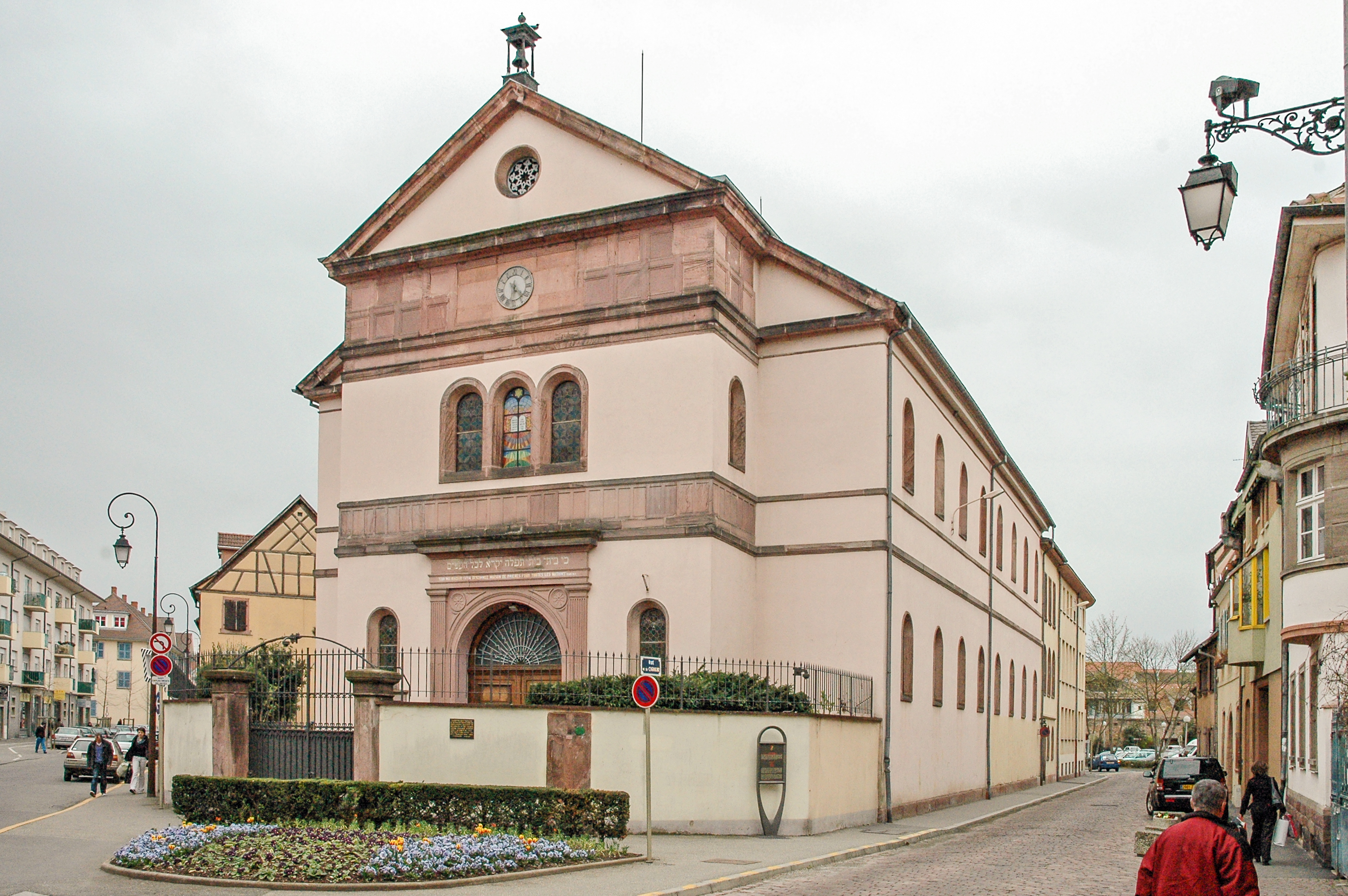
Sinagoga di Colmar.

## Persecuzione: massacro di San Valentino
Tra il 1336 e il 1339 un'insurrezione di contadini cristiani poveri e analfabeti, gli "Judenschläger" (quelli che si frappongono agli ebrei), guidati da un oste chiamato Amleder crearono un autentico regno del terrore in tutta la regione giungendo a minacciare fisicamente gli ebrei i quali, a Colmar, si ritrovarono costretti a porsi sotto la protezione delle autorità imperiali ed episcopali.

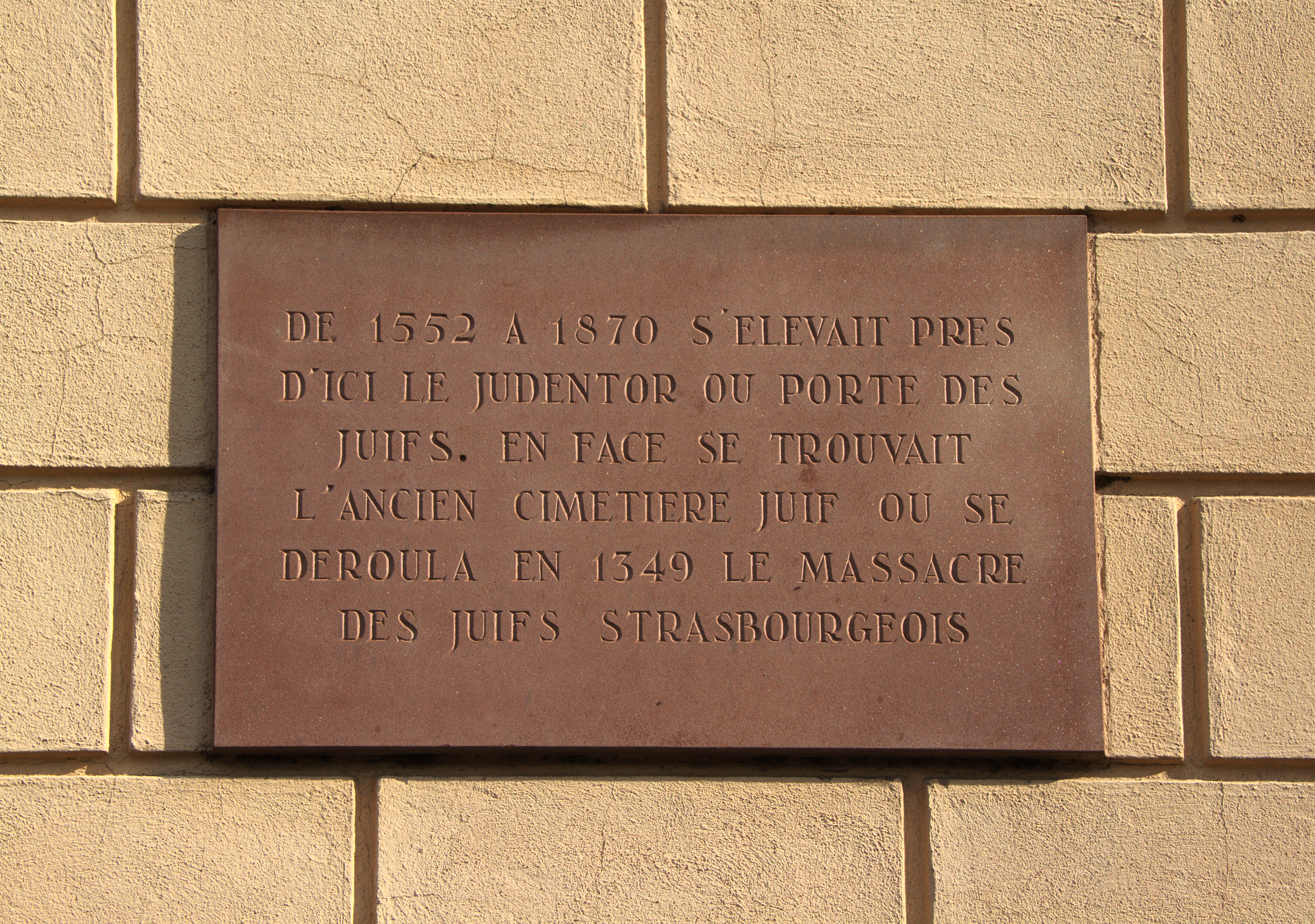
Targa commemorativa n ricordo del pogrom di Strasburgo del 1349.

Ma i tempi peggiori furono quelli in cui si scatenò l'epidemia di "peste nera" alla metà del XIV secolo; in Alsazia e altrove gli ebrei furono accusati di propagarla con l'intento di sterminare così l'intera cristianità. Se nel Contado Venassino meridionale il papa protesse gli ebrei (i cosiddetti "Ebrei del papa" le autorità preposte non poterono invece fare nulla a Strasburgo, tanto più che i rappresentanti delle città imperiali riuniti a Benfeld decisero all'unanimità di annientare ("abzuschaffen") tutti gli ebrei.

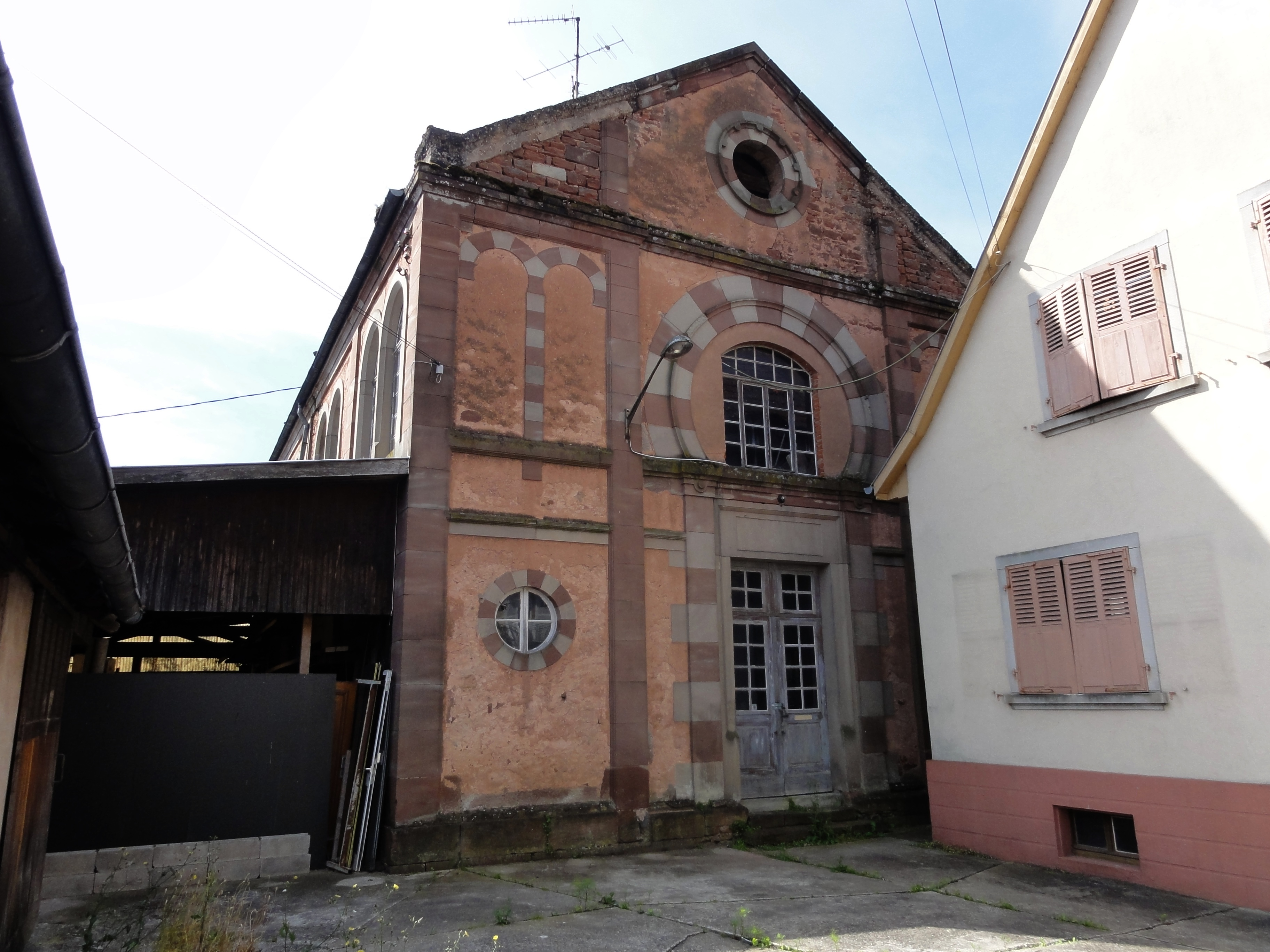
Sinagoga di Neuwiller-lès-Saverne.

Nonostante l'opposizione dell'"Ammeister" (vale a dire il capo delle corporazioni) Pierre Schwarber - che per tale posizione perse la propria carica, la sua fortuna e lo stesso diritto di soggiorno - la folla guidata dalle corporazioni artigiane assunse il potere della città e il 14 febbraio del 1349, festa di San Valentino, si diede il via alla "caccia all'ebreo" (passato alla storia come il pogrom di Strasburgo). Coloro che riuscirono a sfuggire ai primi massacri vennero raggruppati e condannati alla morte sul rogo; allo stesso tempo anche gli ebrei di Colmar furono bruciati vivi in un luogo che sarà ribattezzato "Judenloch" (la fossa degli ebrei), nome ancora utilizzato per indicare una zona commerciale della cittadina.
Anche se dopo gli scontri gli ebrei sopravvissuti che avevano trovato una via di salvezza nelle campagne circostanti poterono far ritorno in città, questi tragici eventi segnarono una radicale trasformazione dell'ebraismo alsaziano il quale divenne perlopiù rurale per i successivi V secoli.

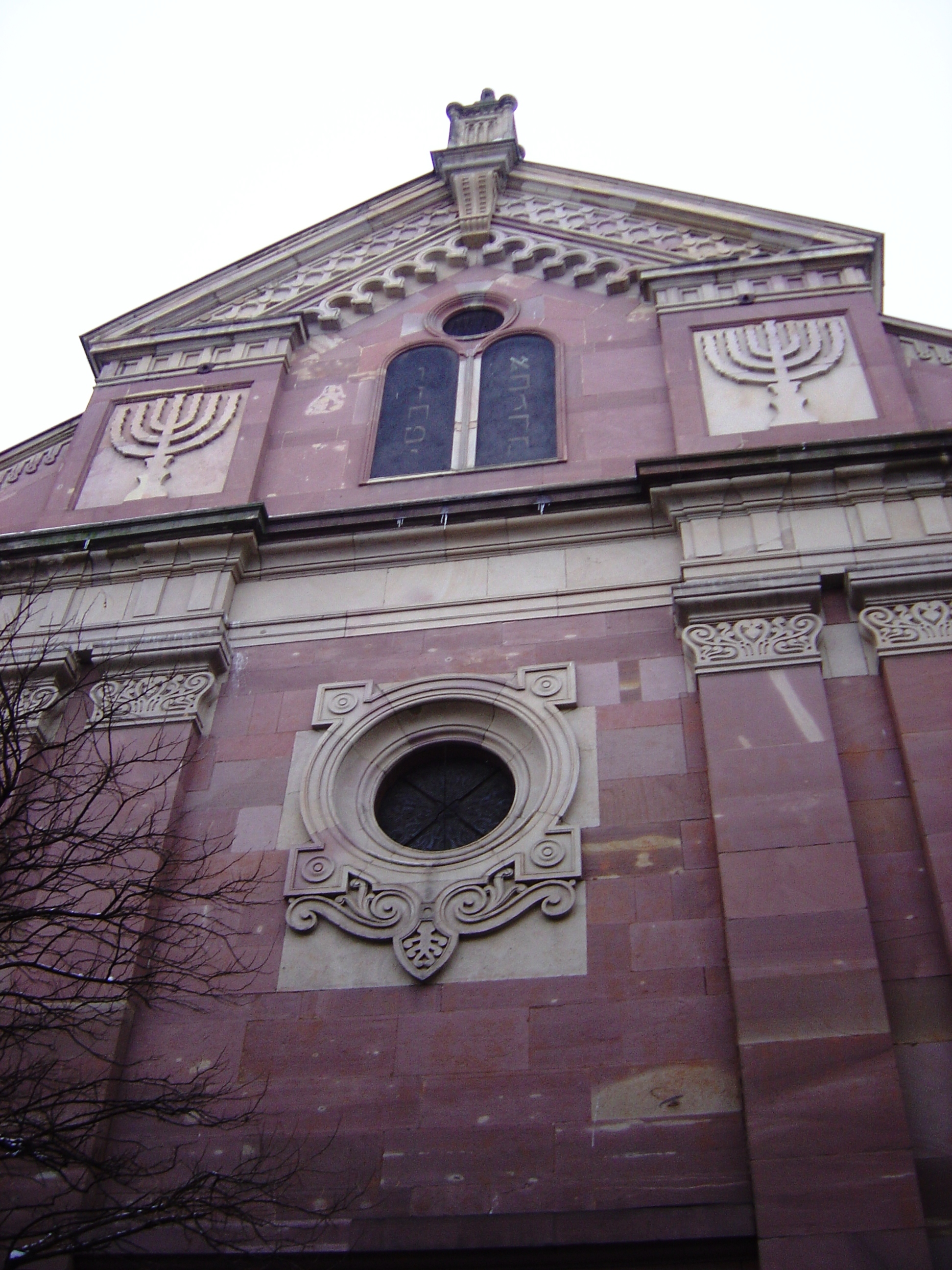
Facciata della sinagoga di Mulhouse.

## Dal 1350 al 1648
Fino all'annessione compiuta da Luigi XIV di Francia nel 1648 l'Alsazia rimase governata da più signori secolari o ecclesiastici appartenenti al Sacro Romano Impero; la casa regnante degli Asburgo, il vescovado e la repubblica di Strasburgo furono i poteri temporali di maggior importanza. Il destino di vita o di morte degli ebrei dipese pertanto dall'arbitrio delle autorità locali.
Alla metà del XIV secolo i massacri correlati al terrore nei confronti della peste annientarono le comunità ebraiche delle città alsaziane. Il divieto per gli ebrei di abitare in città venne trasformato in legge verso la fine del secolo; espulsi da Strasburgo nel 1388 (dopo essere stati riammessi nel 1362), da Riquewihr nel 1420, da Molsheim e Saverne nel 1440, da Sélestat nel 1470, da Rouffach nel 1472 e dall'intera Decapoli nel 1477. Si stima in 120 il numero di famiglie che rimasero residenti in Alsazia nel XVI secolo, in particolare a Bergheim ove esistettero 17 famiglie e la sede del rabbinato dell'Alta-Alsazia.

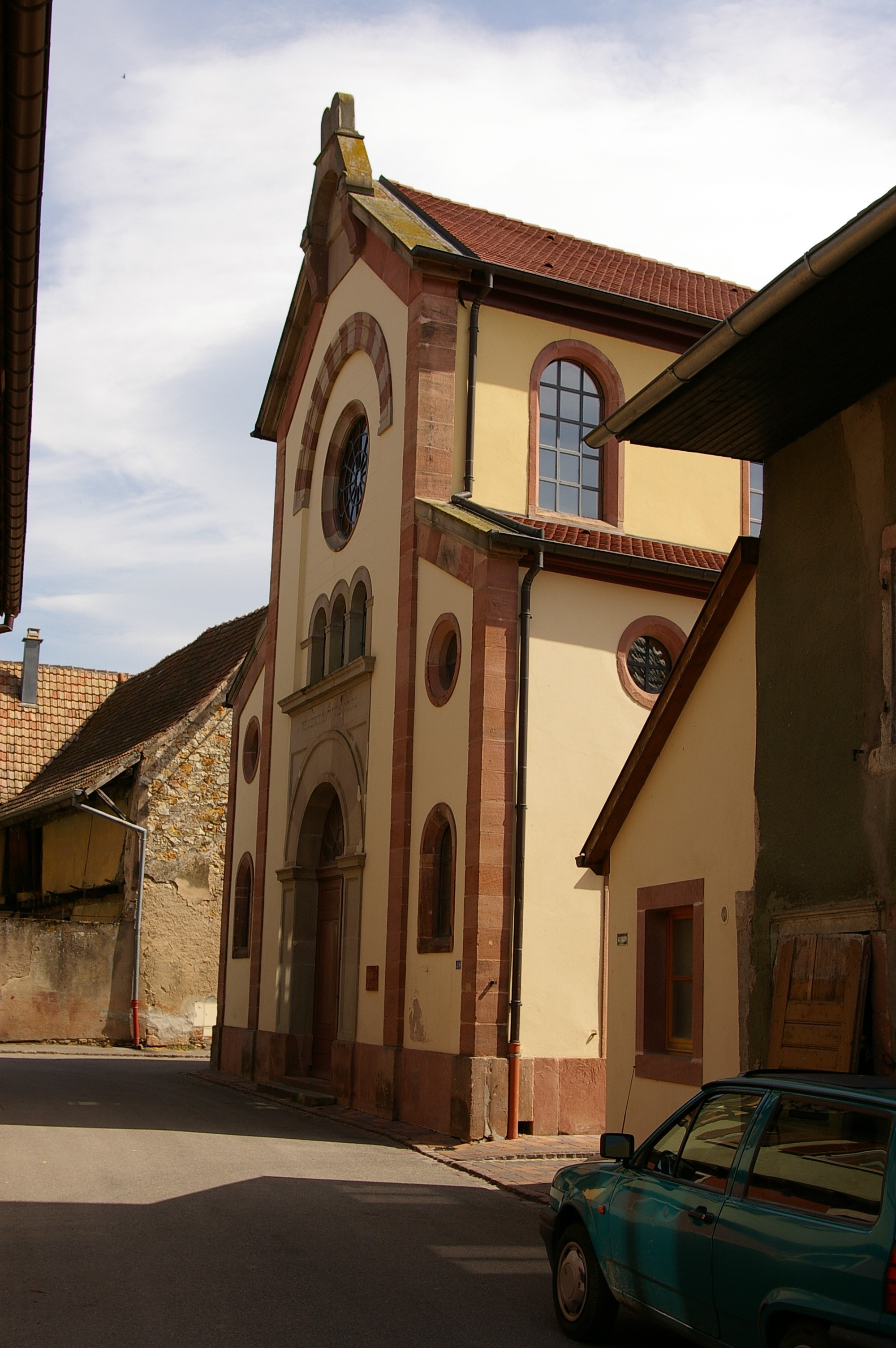
Sinagoga di Bergheim.

Gli ebrei alsaziani non sfuggirono neppure all'"accusa del sangue" (il rito di un omicidio commesso contro un bambino cristiano in spregio alla passione di Gesù). Nel 1470 a Endingen am Kaiserstuhl i parrocchiani scopersero, durante i lavori di rifacimento della Chiesa locale un ossario, all'interno del quale vi erano il corpo di un uomo e di una donna così come i resti di due bambini decapitati. Immediatamente la "voce pubblica" li identificò con una povera famiglia scomparsa misteriosamente otto anni prima, dopo essere stata veduta per l'ultima volta entrare nella casa di un ebreo: ne seguì il processo per "crimine rituale". Nonostante la totale assenza di prove tutti gli ebrei del contado vennero condannati e fatti giustiziare.

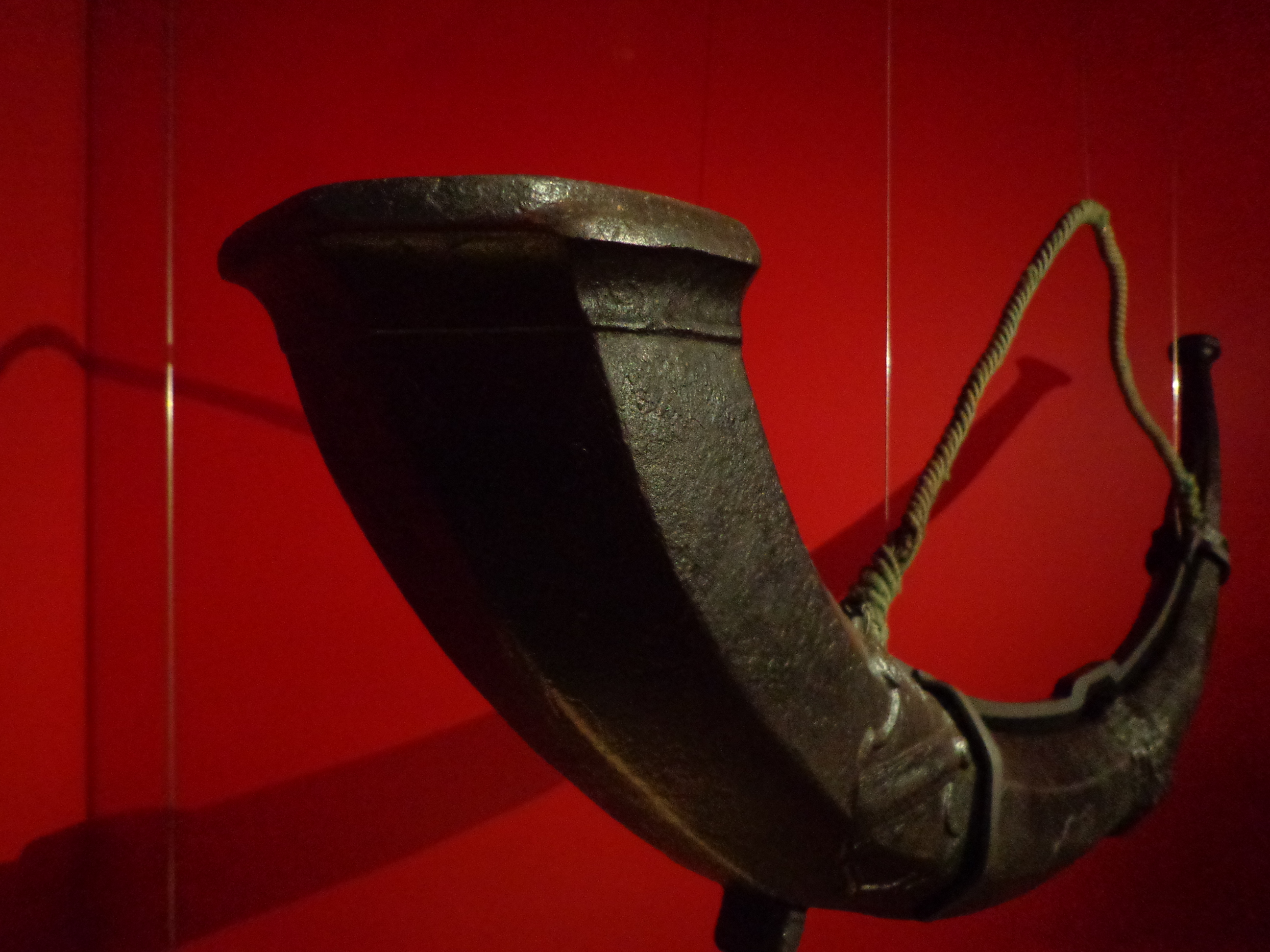
Il "Grüsselhorn".

Gli ebrei dipesero dal Tribunale della Camera imperiale, sottoposti al potere locale e a qualsiasi decisione arbitraria. A partire dal 1388 ebbero il diritto di recarsi a Strasburgo, ma solamente di giorno; una tromba che veniva fatta suonare dalla cima della cattedrale, il "Grüsselhorn", ricordava loro quando dovevano abbandonare la città: questo stato di cose continuò fino al 18 luglio del 1791. Restrizioni sulle attività commerciali, sugli insediamenti e sulla pratica del culto furono numerose e l'obbligo di indossare una rotella gialla sopra il vestito venne imposto nel XVI secolo a Haguenau.
Una figura in particolare domina l'ebraismo alsaziano di questo periodo, quella di Josel de Rosheim, che con la sua conoscenza, talento e gli interventi presso gl'imperatori del Sacro Romano Impero Massimiliano I d'Asburgo, Carlo V d'Asburgo e Ferdinando I d'Asburgo difese con successo gli ebrei contro le misure discriminatorie imposte su di loro. Carlo V lo nominò "Comandante della nostra nazione ebraica nel Sacro Romano Impero" (Befelshaber Gemeiner unser Judenshafft in Heiligen Reiche).

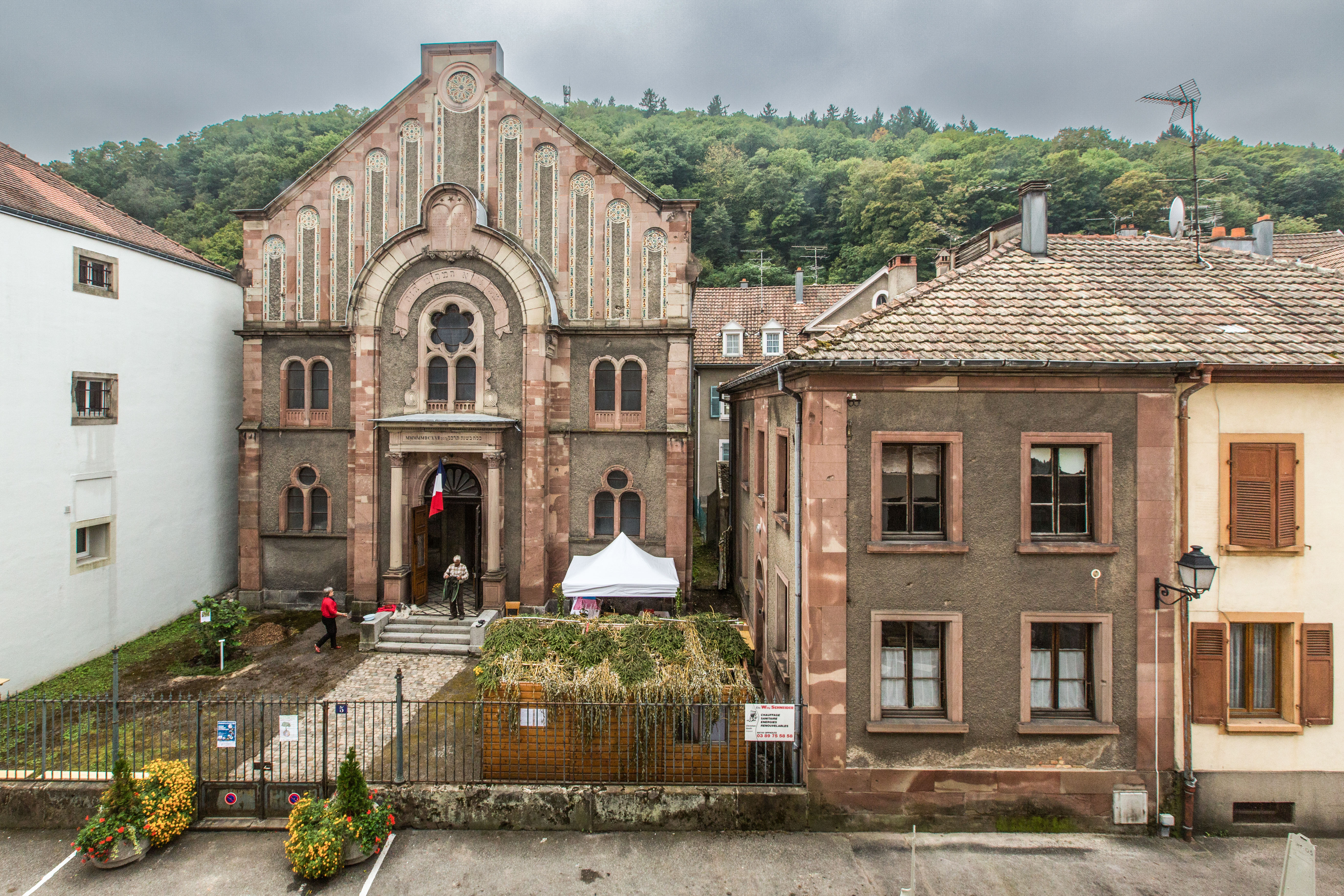
La sinagoga di Thann.

## Dal 1648 al 1789
Nel 1648 fu firmato il trattato di Vestfalia, attraverso cui l'Alsazia -assieme ai tre vescovadi del Ducato di Lorena - entrò a far parte integrante del regno di Francia. La città di Strasburgo invece non divenne francese fino al 1681.
Gli ebrei non vennero espulsi, anzi mantennero lo stesso status che avevano sotto la dominazione tedesca, cioè quello di stranieri; in Alsazia non vi erano più di 2000 persone, perlopiù in condizioni assai miserevoli.
Gli ebrei continuarono a non avere il diritto di risiedere in città o di possedere terre; non poterono quindi mai essere contadini. Questa regola sta all'origine della fisionomia dell'ebraismo rurale alsaziano. Popolarono piccoli villaggi e borghi ove intrapresero le attività di commercianti, mercanti ambulanti (vedi Colportore) e prestatori di denaro a tasso d'interesse; mentre le prescrizioni concernenti l'abbigliamento caddero col tempo in disuso.

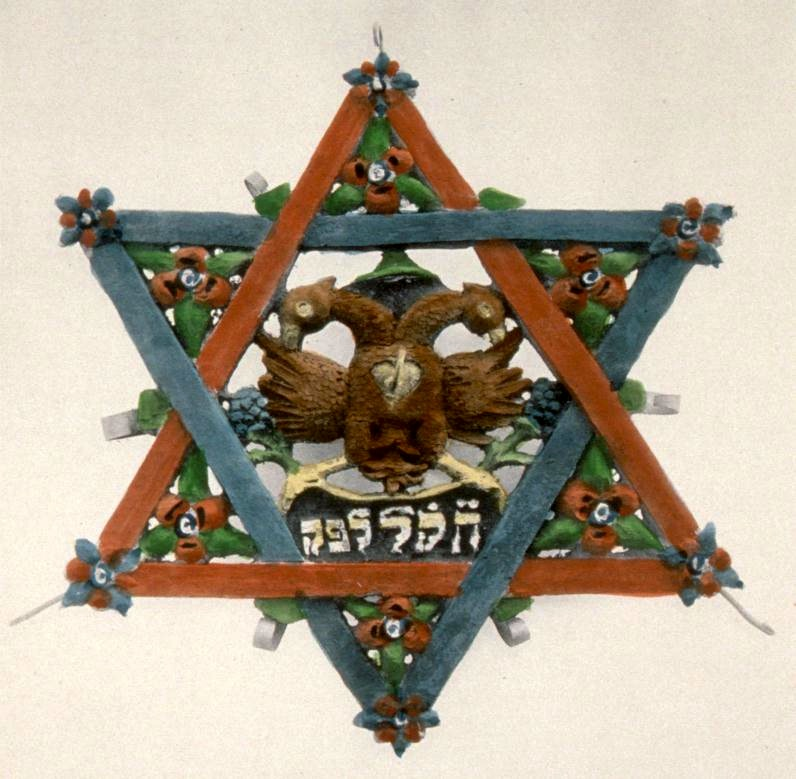
"Stella di David", legno in policromo scolpito, Jungholtz, 1740. "Deposito presso la "Société d’Histoire des Israélites d’Alsace-Lorraine" al "Musée Alsacien" di Strasburgo

Ma le restrizioni alla vita comunitaria furono molteplici; impediti a celebrare pubblicamente le festività ebraiche, impediti nell'invitare un cristiano alla circoncisione, l'obbligo per le donne di utilizzare i bagni pubblici solo la sera o la mattina presto, il divieto di alloggiare un correligionario per più di due giorni, il divieto di far seppellire i propri morti di domenica, il divieto - sotto la pena di ammenda - di acquistare armi ecc. L'intendente La Grange scrive nelle proprie memorie: "essi si prestano all'usura, vendono cibo ed alte mercanzie e non vi è nulla che non si possa trovare nei loro scambi commerciali, il che però non li fa sostanzialmente dei produttori. Pochissimi di loro possono essere considerati felici e nessuno può essere detto ricco".

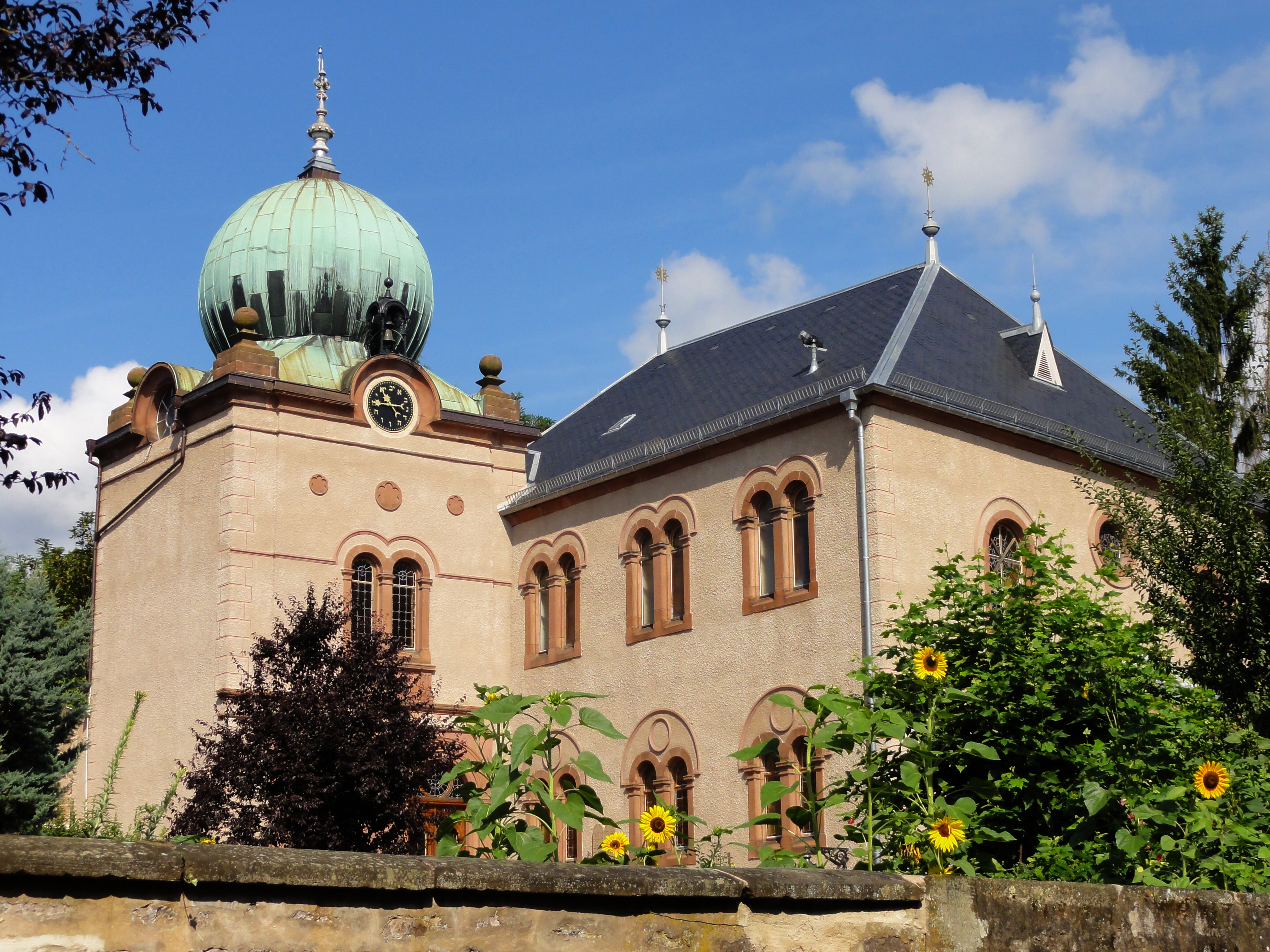
Sinagoga di Ingwiller.

La situazione cominciò leggermente a migliorare con le lettere patenti del 1657, in seguito con l'ordinanza del 1674; lo status degli ebrei alsaziani si allineò con quello degli ebrei di Metz. Il "pedaggio fisico" venne abolito. Quelli del resto della provincia rimasero però assimilati agli stranieri e pertanto soggetti al "pedaggio" (o "tassa corporale"). Nel 1681 venne creato il rabbinato alsaziano; Aaron Wormser fu nominato rabbino capo dell'intera regione, la più alta autorità per tutti gli affari ebraici: l'ufficio ebbe tre titolari e scomparve nel 1721.
Fino alla rivoluzione francese vi furono tre "gran rabbinati", in Alta-Alsazia, a Ribeauvillé e in seguito a Uffholtz e quattro nella Bassa-Alsazia, a Haguenau. I rabbini svolgevano sia funzioni sacerdotali che amministrative e giudiziarie all'interno della comunità e venivano nominati dal potere civile.
Il miglioramento della condizione degli ebrei si tradusse con un incremento demografico; i vari conteggi effettuati dimostrano un aumento della popolazione ebraica alsaziana, anche se si rilevano essere alquanto imprecisi: nel 1689 525 famiglie corrispondenti a 2.600 persone, nel 1697 3.655 persone, nel 1716 1269 famiglie con 6.000 persone.
Come regola generale i principi protessero gli ebrei in quanto fonti costanti di reddito; mentre le città vietavano loro la residenza per paura della concorrenza commerciale. Il potere reale centrale tese a generalizzare uno status unico per gli ebrei, decisamente più favorevole rispetto a quello imposo dalle autorità locali.

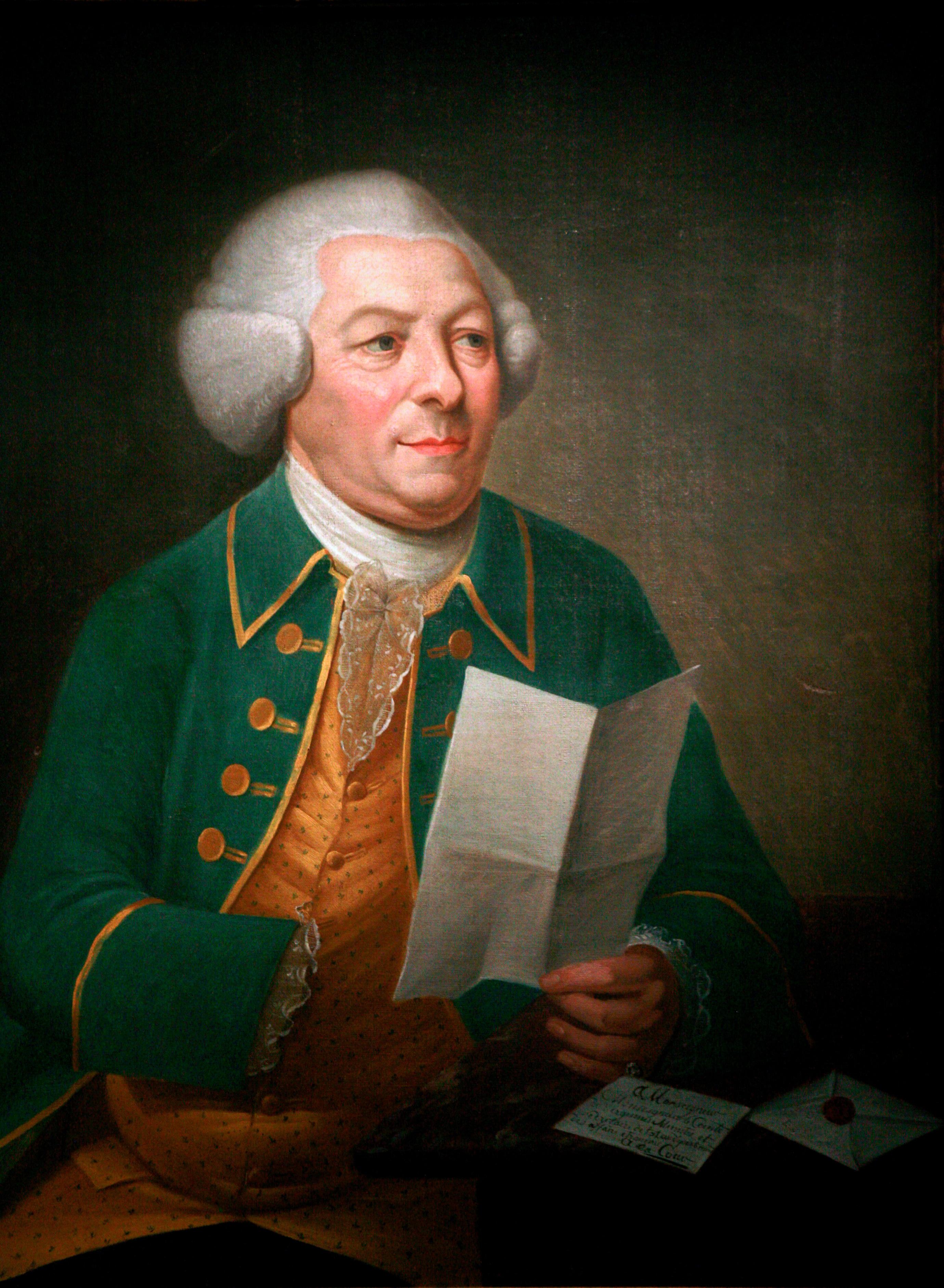
Ritratto di Hirtz de Medelsheim, detto Cerf Beer.

In tempo di guerra gli ebrei s'impegnarono nel commercio di cavalli e i servizi resi agli eserciti regi procurarono da parte delle autorità un certo favore nei loro confronti. Alla fine del XVIII secolo Cerf Beer (1726-93), fornitore dell'esercito nonché superiore generale e amministratore degli ebrei alsaziani, condusse una lunga battaglia a favore della comunità. Nel gennaio del 1784 un editto reale abrogò il "pedaggio corporale" (Leibzollou Judenzoll), anche se Strasburgo continuò a farlo pagare sul ponte del Reno.
Allo stesso tempo Berr aprì un contenzioso con la città per il diritto di soggiorno e di proprietà; solo il 21 settembre del 1791 l'assemblea nazionale costituente con una legge apposita concesse per la prima volta nella storia della Francia a tutti gli ebrei della nazione questi diritti; le controversie tra ebrei avrebbero dovuto essere risolte, anche in caso di appello alle autorità civili, secondo le leggi ebraiche.
Il 10 luglio del 1784 erano già state emanate delle lettere patenti riguardanti specificamente gli ebrei alsaziani; ordinarono l'espulsione immediata degli ebrei senza un domicilio fisso o che non avessero pagato la tassa di residenza. Tutti gli stranieri (tra cui gli ebrei) potevano risiedervi per un tempo non superiore ai 4 mesi e mezzo, in compenso potevano affittare terreni o aziende agricole purché li facessero fruttare; ma non potevano in ogni caso acquistarli. Non avevano però il diritto di assumere come servitori dei cristiani. I fiduciari reali gestivano la distribuzione delle tasse e garantivano l'ordine pubblico. I matrimoni erano soggetti all'autorizzazione regale e, i generale, dovevano essere dichiarati documenti di stato civile.
Queste "lettere" fissarono anche "il numero generale degli ebrei tollerati nella provincia di Alsazia", con conseguente espulsione di tutti quelli che non avessero avuto il diritto legale di residenza; furono recensite 3.918 famiglie per un totale di 20.000 persone. Tali disposizioni discriminatorie mostrano comunque uno sforzo di comprensione da parte del potere reale. Notevolmente anticipatoria fu l'autorizzazione a poter lavorare la terra, concessa per consentire agli ebrei di vivere su qualcosa di diverso dall'usura. Li fecero uscire anche dall'arbitrarietà delle autorità locali, dando loro uno status giuridico definito, anche se rimanevano non pienamente fruitori dei diritti civili.

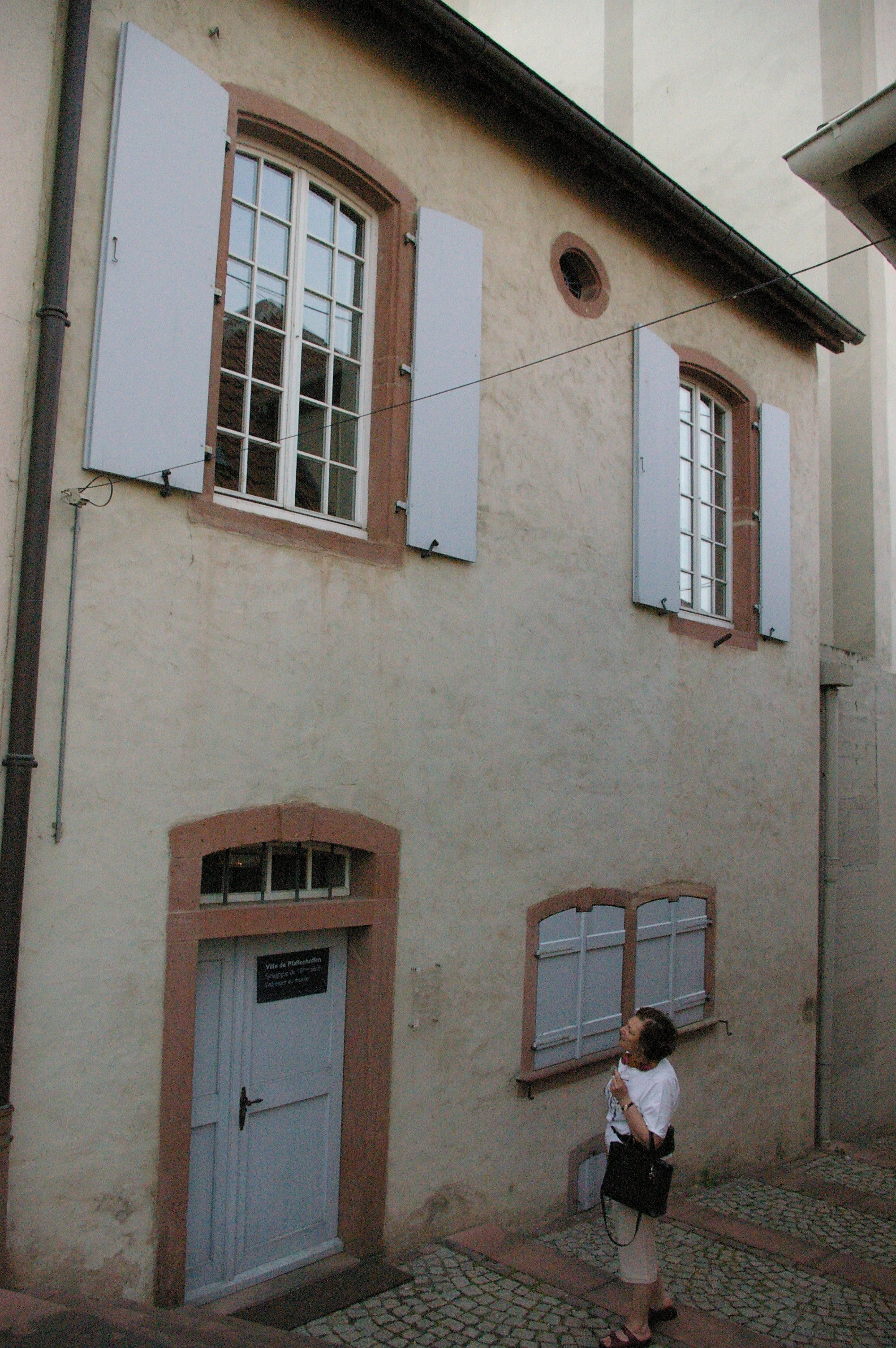
La sinagoga di Pfaffenhoffen.

Alla vigilia del 1789 l'ebraismo alsaziano rimane rurale e povero, anche rispetto ad altre comunità francesi. Non sono conosciuti dei rabbini eminenti a Metz; le sinagoghe risultano essere assai modeste, come ad esempio quella di Traenheim stabilita in una mansarda o quella di Pfaffenhoffen inaugurata nel 1791 la quale occupava i locali di un'abitazione privata.

## XIX secolo

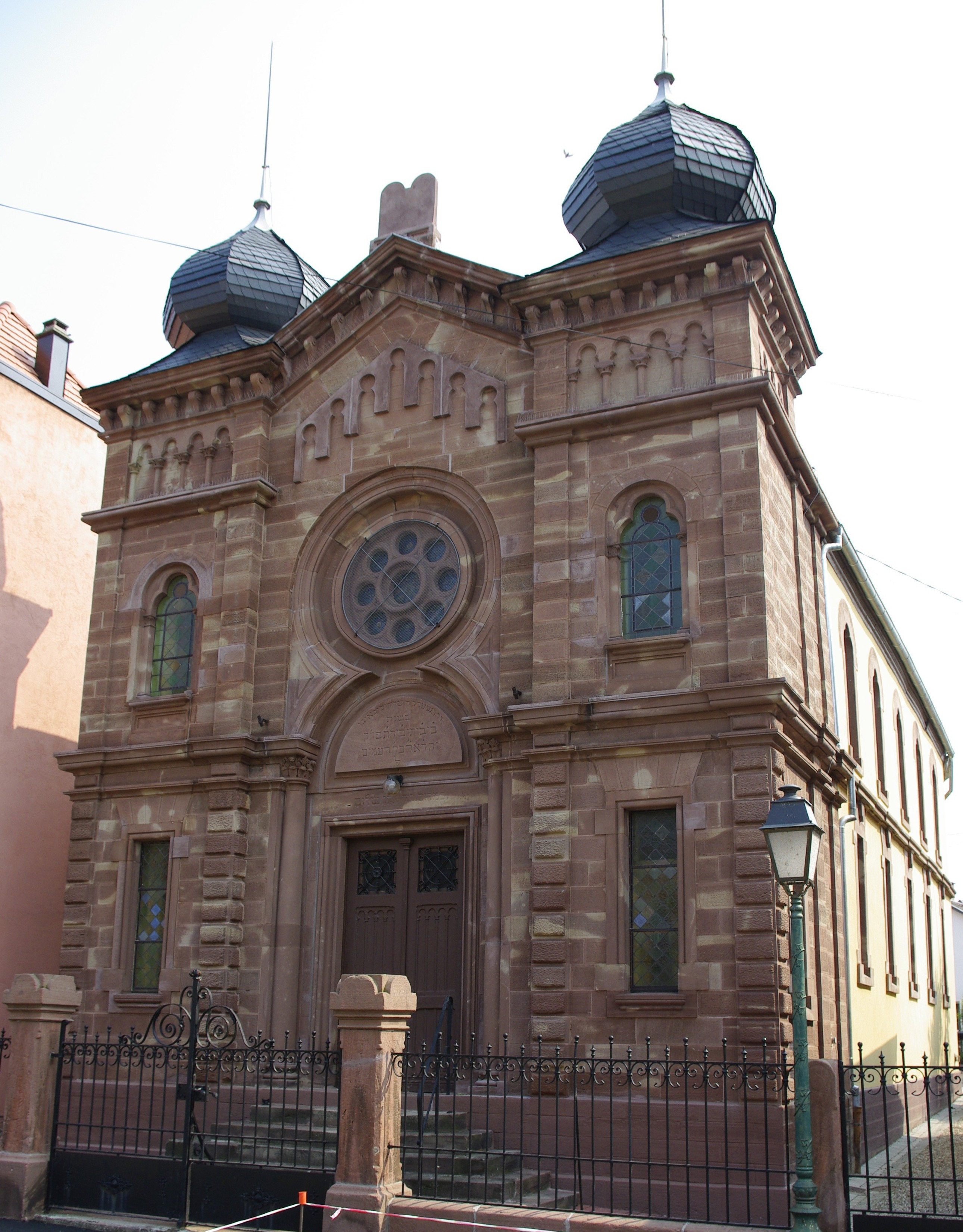
La Sinagoga di Wolfisheim, risalente al XIX secolo.
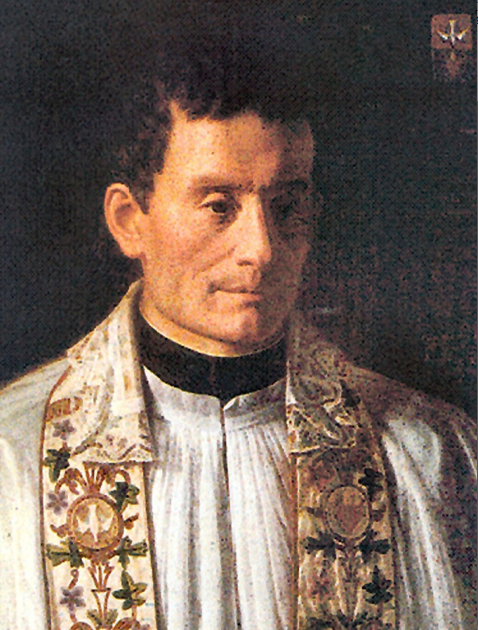
François Libermann, nato Jacob, diventerà Venerabile della Chiesa cattolica romana.
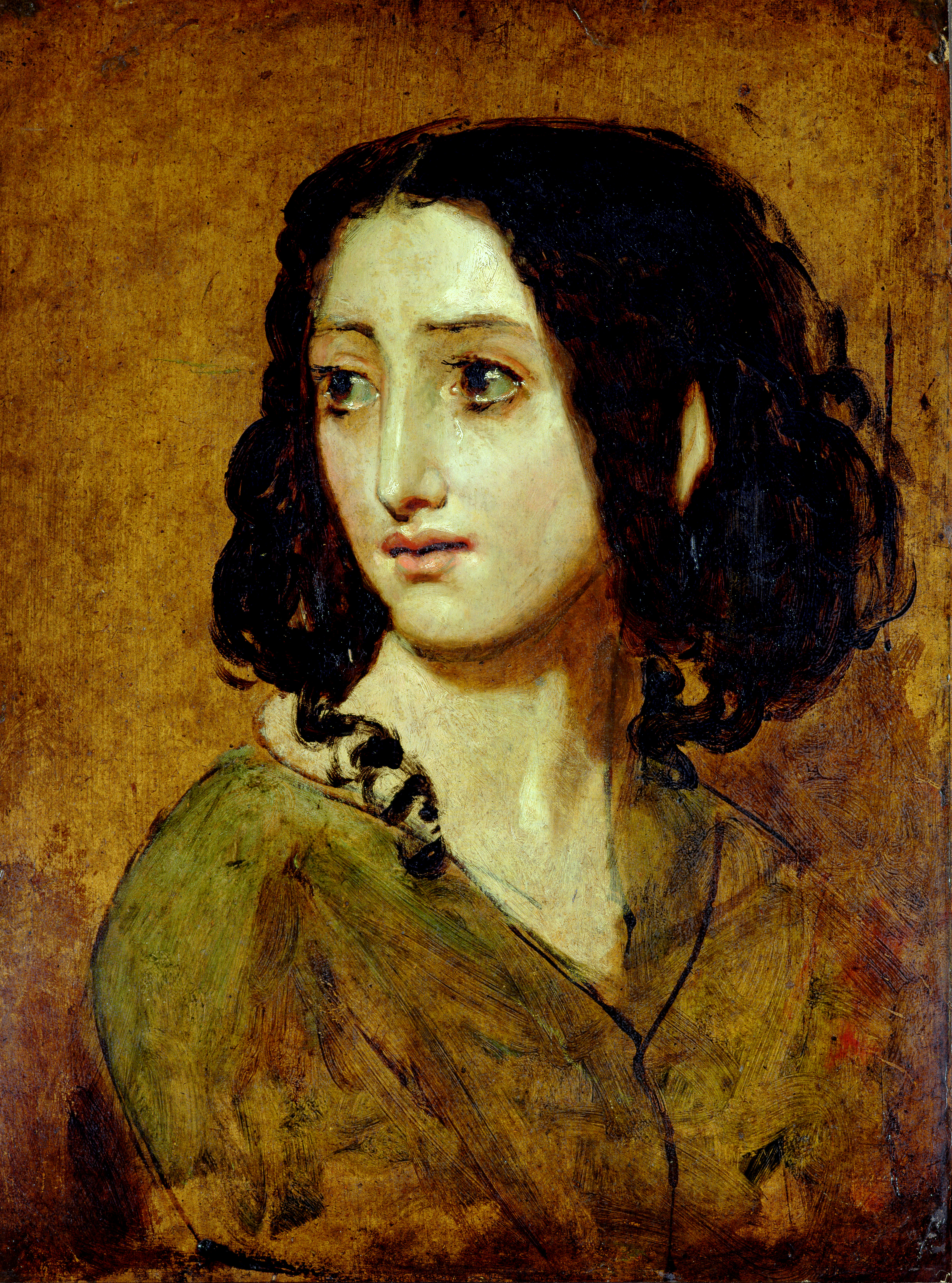
L'attrice Elisabeth Rachel Félix in un dipinto di William Etty del 1840.
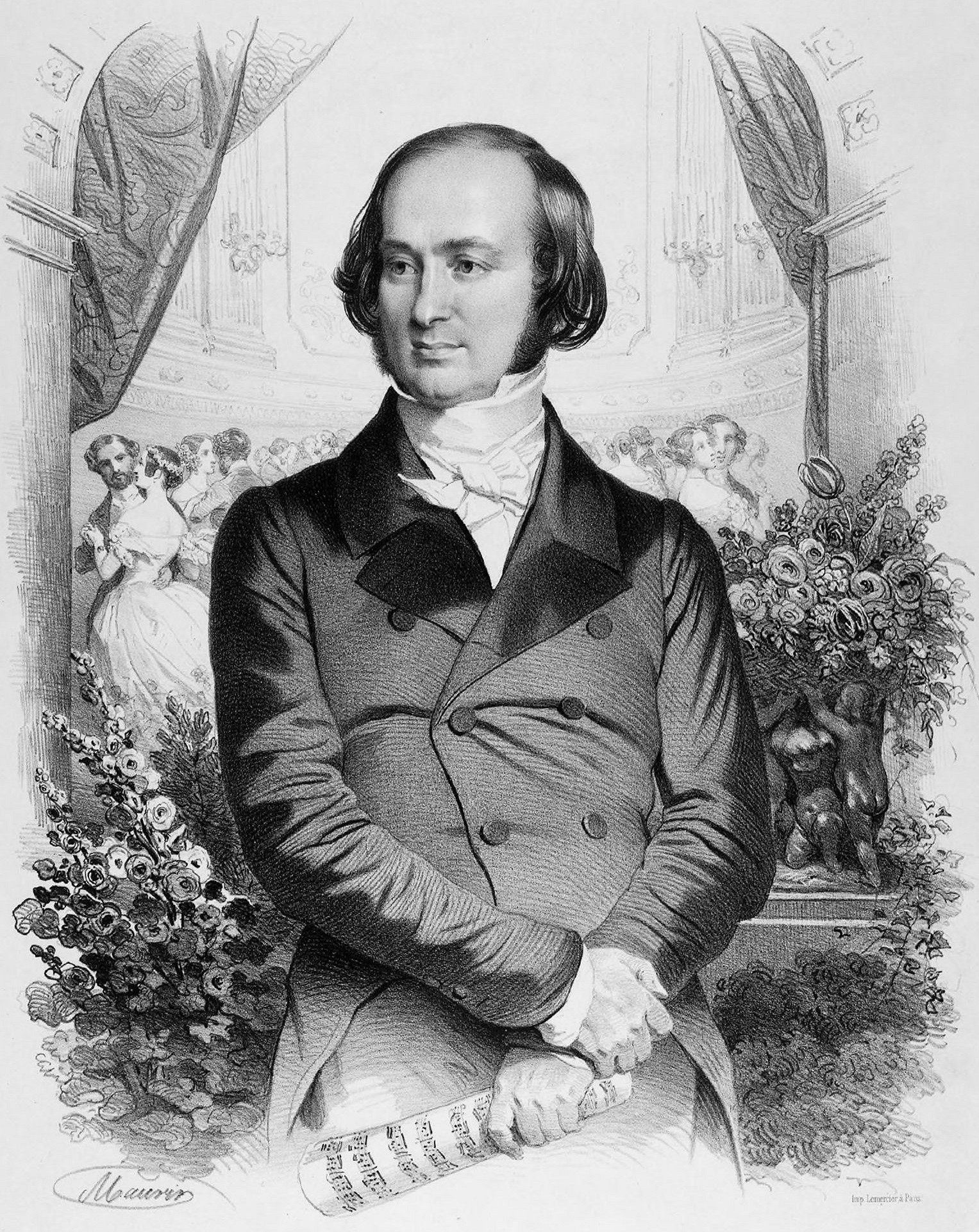
Il compositore e direttore d'orchestra Isaac Strauss.

Acquisita l'emancipazione ebraica grazie alla rivoluzione francese, con il coinvolgimento anche di ebrei alsaziani come Cerf Berr o il rabbino David Sintzheim, uno dei rappresentanti agli Stati generali del 1789 nonché capo del "Grand Sanhédrin" oltre che il passaggio della legge sul finanziamento del culto ebraico nel 1831, consentirono una crescita notevole degli ebrei alsaziani; 176 sinagoghe vennero costruite tra il 1791 e il 1914, ma solo la metà di esse sono sopravvissute fino ad oggi.
Gli ebrei cominciarono ad entrare nel mondo delle arti e dello spettacolo. Elisabeth Rachel Félix fu una delle attrici più famose durante la monarchia di luglio. Nel 1854 Isaac Strauss (nonno di Claude Lévi-Strauss) divenne direttore d'orchestra all'Opéra national de Paris e del corpo da ballo del Palazzo delle Tuileries, prima di essere sostituito da Émile Waldteufel nel 1867 per volere dell'imperatrice Eugenia de Montijo.
Quest'integrazione e assimilazione culturale comportò anche numerose conversioni al cristianesimo. David-Paul Drach divenne bibliotecario presso la Congregazione per l'evangelizzazione dei popoli a Roma; Simon Deutz, che permise l'arresto di Carolina di Borbone-Due Sicilie nel 1832 da parte delle autorità; François Libermann (nato Jacob) divenne venerabile della Chiesa cattolica romana; Alphonse Marie Ratisbonne fondò il "Monastero di Ratisbona" in Palestina per le Religiose di Nostra Signora di Sion di "Sorella Emmanuelle", a seguito della fondazione da parte della Chiesa anglicana della "Christ Church (Jérusalem" grazie a Michael Solomon Alexander, il primo vescovo anglicano di Gerusalemme; Samuel Gobat, suo successore; Léopold Émile Aron, protagonista dello scandalo di Panama; mentre Elisabeth Rachel Félix, l'attrice che François-René de Chateaubriand intendeva convertire al cattolicesimo, rifiutò con sprezzo.
Il pioniere dell'aviazione Marcel Dassault, nato Bloch, si convertì all'interno di una cappella fondata dalla Beata Eugénie Smet.
Il personaggio di Frédéric de Nucingen creato da Honoré de Balzac è ispirato dalle figure del barone James Mayer de Rothschild, Georges Humann e Beer Léon Fould.
La sconfitta francese nella guerra franco-prussiana del 1870 portò all'annessione dell'Alsazia nell'impero tedesco; il 25% degli ebrei scelsero di emigrare in territorio francese (vedi Storia degli ebrei in Francia).

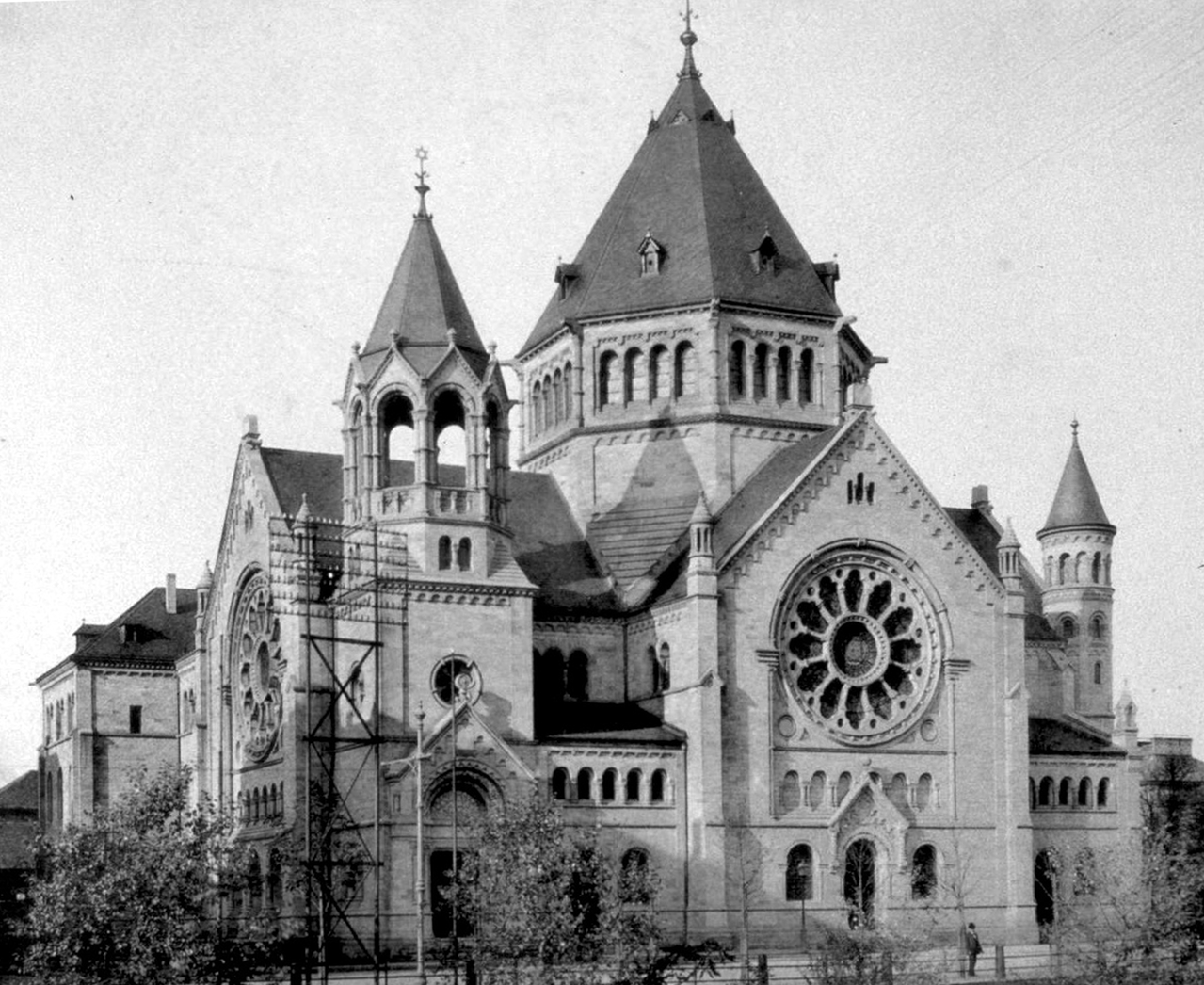
La monumentale Sinagoga Quai Kléber di Strasburgo, inaugurata nel 1898 e distrutta dai nazisti nel 1940

Nel 1898 la comunità di Strasburgo eresse la monumentale Sinagoga Quai Kléber di Strasburgo in stile di architettura neoromanica tedesca, che poté ospitare fino a 1.639 fedeli.
Durante il XIX secolo iniziò il grande movimento migratorio ebraico dalla campagna alsaziana alle città, compresa Parigi, offrì maggiori possibilità di ascesa economica. Fino al 1910 scompaiono progressivamente le comunità del Basso-Reno di Dambach, Lauterbourg, Marmoutier, Mutzig, Quatzenheim e Schirrhoffen per essere sostituite da quelle di Barr e Bischwiller; le comunità dell'Alto-Reno di Bergheim, Biesheim, Blotzheim, Durmenach, Hagenthal-le-Bas, Hattstatt, Hégenheim, Pfastatt, Rixheim, Seppois-le-Bas, Sierentz, Soultz-Haut-Rhin, Soultzmatt e Uffholtz vennero integrate da quelle di Dornach, Guebwiller e Saint-Louis.
Il ritorno dei territori alsaziani sotto la sovranità francese subito dopo la fine della prima guerra mondiale non modificò in alcun modo lo status cultuale dell'ebraismo; la Legge di separazione tra Stato e Chiesa non si applicò ai dipartimenti recuperati.

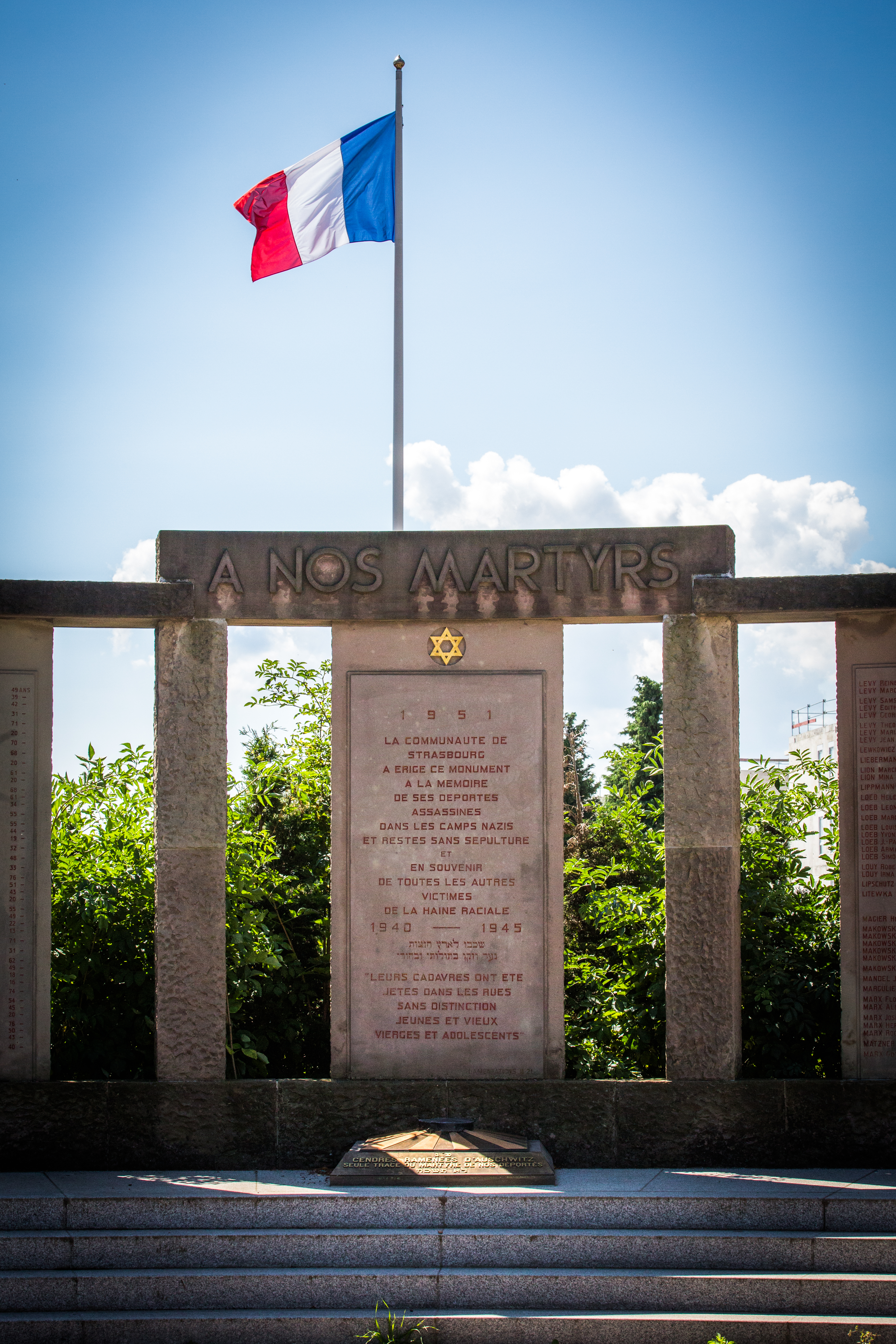
Il memoriale eretto nel 1951 dalla Comunità ebraica di Strasburgo in ricordo dei suoi martiri.

## Seconda guerra mondiale
Dagli anni 1880 alla seconda guerra mondiale i sempre più frequenti pogrom e la crescita di un nazionalismo sempre più esasperato nell'Europa centrale e in Europa orientale resero la vita assai difficoltosa agli ebrei; molti si trovarono quindi costretti ad emigrare nella Terza Repubblica Francese e soprattutto in Alsazia.
Una stima datata 1931 stabilì che ben il 39% dell'intera popolazione ebraica di Strasburgo fosse di origine straniera; questa migrazione si accentuò a partire dal 1933, l'anno in cui il nazionalsocialismo conquistò il potere: iniziava l'epoca della Germania nazista (quello che avrebbe dovuto essere, secondo le intenzioni di Adolf Hitler, il Reich millenario).
Il 2 luglio del 1939 René Hirschler divenne il rabbino capo del Basso Reno, subentrando a Isaïe Schwartz che era stato da poco nominato Gran rabbino di Francia (l'8 di marzo). Il 3 settembre vi fu la dichiarazione di guerra; almeno 15.000 ebrei dell'Alsazia-Lorena cominciarono a fuggire dalla regione. Il 13 luglio del 1940 il Gauleiter Robert Wagner decise di espellere gli ebrei rimasti e di confiscare tutti i loro beni a favore dello Stato. Il 15 luglio l'Alsazia e la Mosella furono annessi al "Terzo Reich".

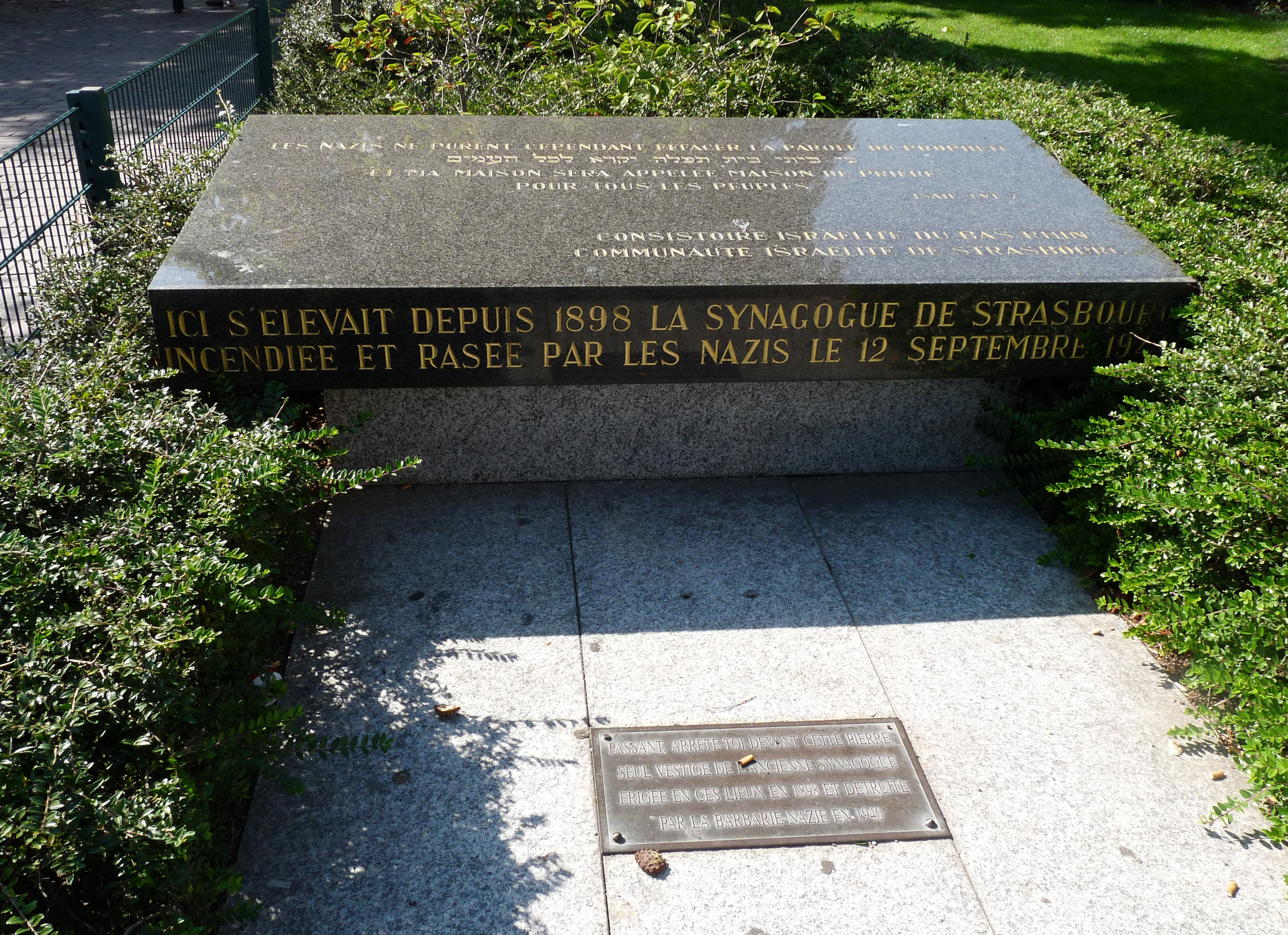
Lastra commemorativa a ricordo dell'incendio della monumentale Sinagoga Quai Kléber di Strasburgo il 30 settembre del 1940.

Il 30 di settembre la Sinagoga Quai Kléber di Strasburgo sarà data alle fiamme dalla Gioventù hitleriana, proveniente in particolare dal Baden; le rovine che sopravvissero vennero abbattute a colpi di dinamite nel novembre dell'anno seguente.
Dei 20 rabbini francesi scomparsi nel corso della deportazione 11 erano nati o avevano lavorato in Alsazia, mentre dei 25 ministri officianti mancanti, 21 erano alsaziani. Molti uomini d'affari come Théophile Bader e Alphonse Kahn, co-fondatori dei grandi magazzini appartenenti alle Galeries Lafayette; Pierre Wertheimer, creatore dell'azienda Bourjois e partner di Coco Chanel; Max Heilbronn, fondatore della società Monoprix; Albert Kahn, banchiere e filantropo, furono solo alcuni dei tanti che si videro le proprietà confiscate o che vennero deportati.
Oltre alle sinagoghe anche i cimiteri subirono la distruzione o il saccheggio; 6.000 ebrei alsaziani sono rimaste vittime della Shoah.
Ma molti ebrei alsaziani svolgeranno un ruolo importante nella resistenza francese; Georges Loinger e il dottor Joseph Weill diressero l'opera di soccorso rivolta ai bambini, organizzando il loro ricovero e il trasporto (illegale) in direzione della Svizzera: ciò consentì di salvare almeno 5.000 minori orfani o non accompagnati dai campi di concentramento nazisti. Pierre Dac, originario di Niederbronn-les-Bains, il cui ebraismo fu denunciato da Philippe Henriot, diverrà il portavoce in lingua francese («Les Français parlent aux Français») di Radio Londra.
Nato a Strasburgo, Maurice Kriegel-Valrimont ricevette con il generale Philippe Leclerc de Hauteclocque e Henri Rol-Tanguy la resa di Dietrich von Choltitz al momento della Liberazione di Parigi.

## Dopo il 1945
Dal 1945 al 1960 la vita ebraica fu lentamente ma progressivamente ricostruita. Gli ebrei alsaziani sopravvissuti ritornarono nel paese, anche se alcuni scelsero l'emigrazione verso Israele.
A Jean Samuel, il farmacista di Wasselonne conosciuto come il "Pikolo" di Se questo è un uomo occorreranno, a differenza del suo amico italiano Primo Levi, 35 anni per rompere finalmente il muro del silenzio per metà scelto e per metà imposto; Georges Loinger, testimone privilegiato della Resistenza ebraica in Francia, riuscirà ad attirare l'interesse dei mezzi di comunicazione di massa più di 50 anni dopo i fatti, soprattutto a seguito del suo centenario celebrato nel 2010.

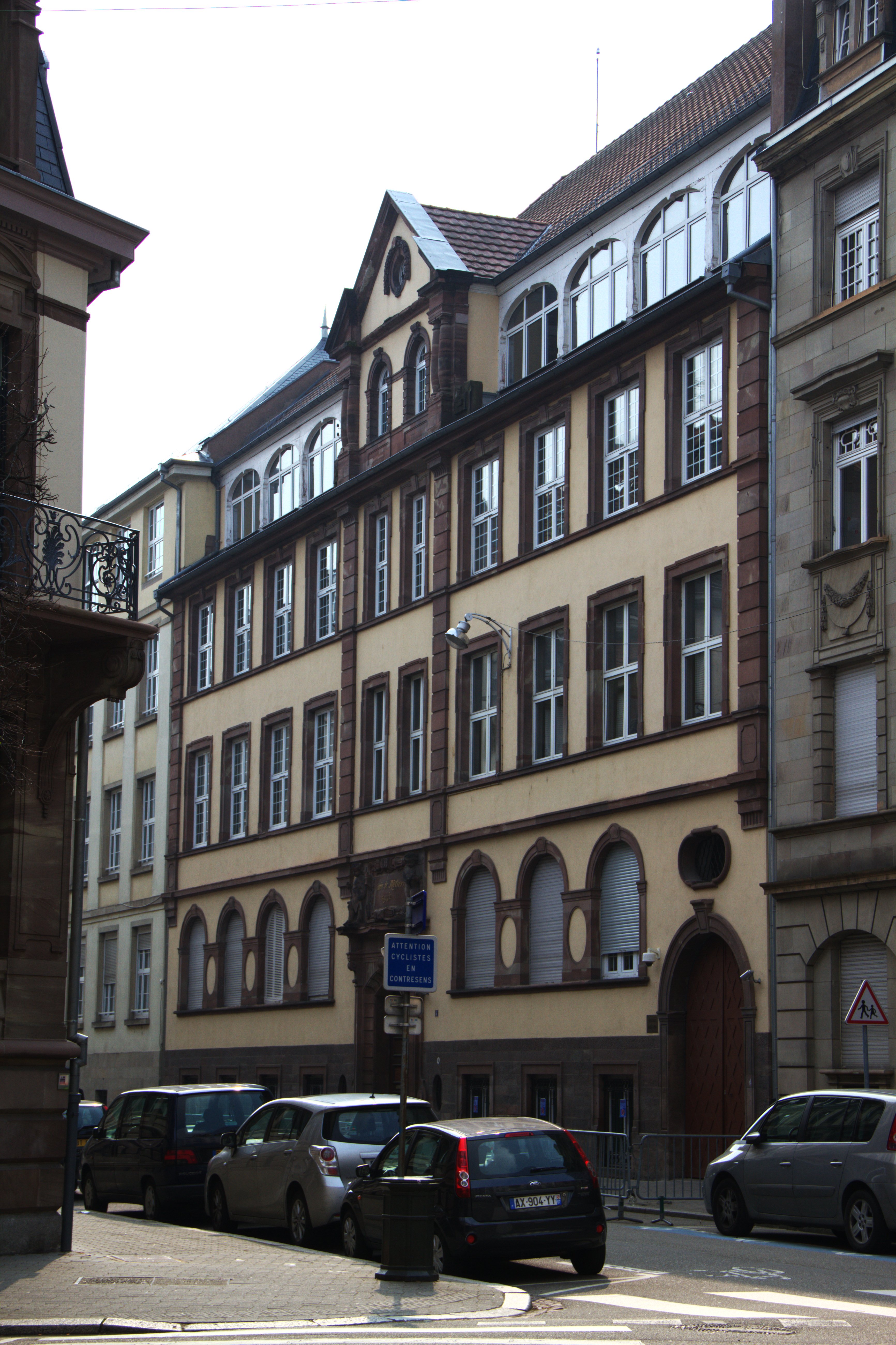
L'"École Aquiba" a Strasburgo.

Nel 1948 è stata fondata l'"École Aquiba" a Strasburgo sotto la direzione del filosofo Benjamin Gross; ma l'ebraismo rurale, già in declino, ha ricevuto un colpo fatale. Le generazioni più anziane sono ritornate nei propri villaggi di appartenenza, mentre i più giovani hanno preferito le città; gli ebrei alsaziani sono così diventati sempre più degli abitanti dei grandi centri urbani.
La sinagoga di Wissembourg viene ricostruita poco dopo il termine della guerra. La comunità ebraica di Wasselonne, che non aveva alcuna sinagoga nel 1939, è l'unica ad essere stata costruita nel dopoguerra, nel 1960. Tuttavia, entrambi gli edifici non sono più utilizzati per le celebrazioni occasionali.

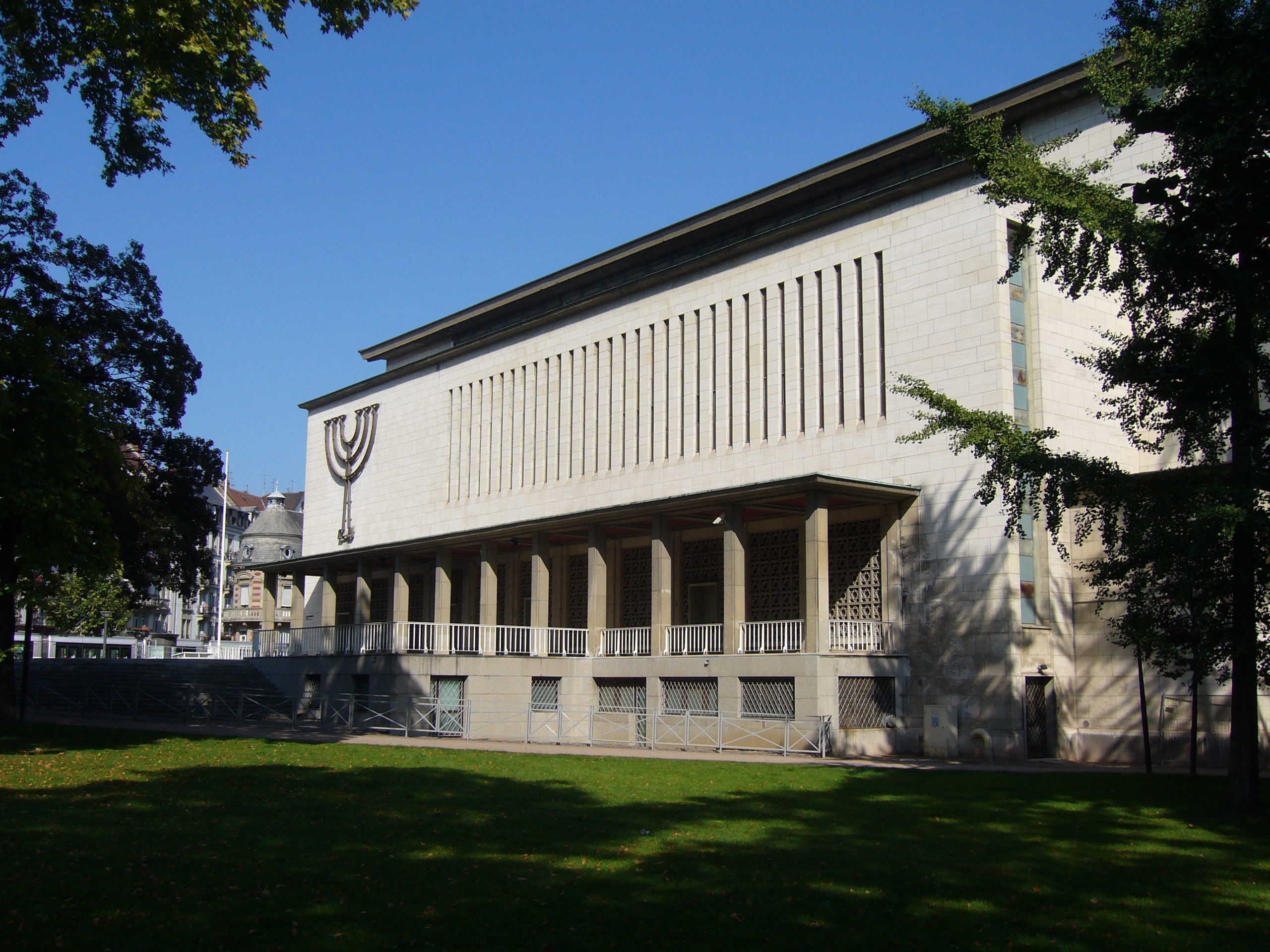
La "Grande Sinagoga della Pace" a Strasburgo.

Il 23 marzo del 1958 è stata inaugurata a Strasburgo la nuova "Grande Sinagoga della Pace", su progetto dell'architetto Claude Meyer-Levy.
Nel 1962 la fine della guerra d'Algeria ha visto l'arrivo degli ebrei provenienti dal Maghreb. Sono stati salutati fraternamente. Le differenze nelle mentalità e nelle tradizioni, se sorprendono e talvolta causano alcune differenze, sono in gran parte compensate dal caldo temperamento dei nuovi arrivati. L'integrazione di Rabbi Raphaël Perez illustra bene questo successo.
Nel 1965 Rabbi Jacquot Grunewald ha assunto la direzione del Bulletin de nos communautés d’Alsace et de Lorraine, rimasto fino al 2010 una delle poche riviste ebraiche orientate a livello nazionale (prima della nascita di Tribune juive).
La comunità ebraica di Strasburgo, costituita in associazione secondo la legge del 1901, conta 2 000 famiglie. Il 60% della sua forza lavoro è costituita da aschenaziti, con una grande maggioranza in Alsazia, mentre il restante 40% è di origini maghrebine. René Gutman è succeduto a Max Warschawski nel 1987 come rabbino capo di Strasburgo e Basso Reno. Harold Abraham Weill ne ha preso il posto nel 2017.
La Comunità di Strasburgo comprende anche le sinagoghe ortodosse non concistoriali. La sinagoga Etz-Chaim, ex Kageneck, è guidata dal rabbino Samuel Yaffe-Schlessinger. Prima del 1940 fu guidata dal rabbino Robert Brunschwig, deportato e assassinato al campo di concentramento di Auschwitz. La sinagoga del Chassidismo Adath Israel è stata guidata da Rabbi Avraham David Horowitz. Rabbi Roger Winsbacher gli è succeduto. L'attuale rabbino è Michaël Szmerla, di origini maghrebine.